# Challenger (locomotive)

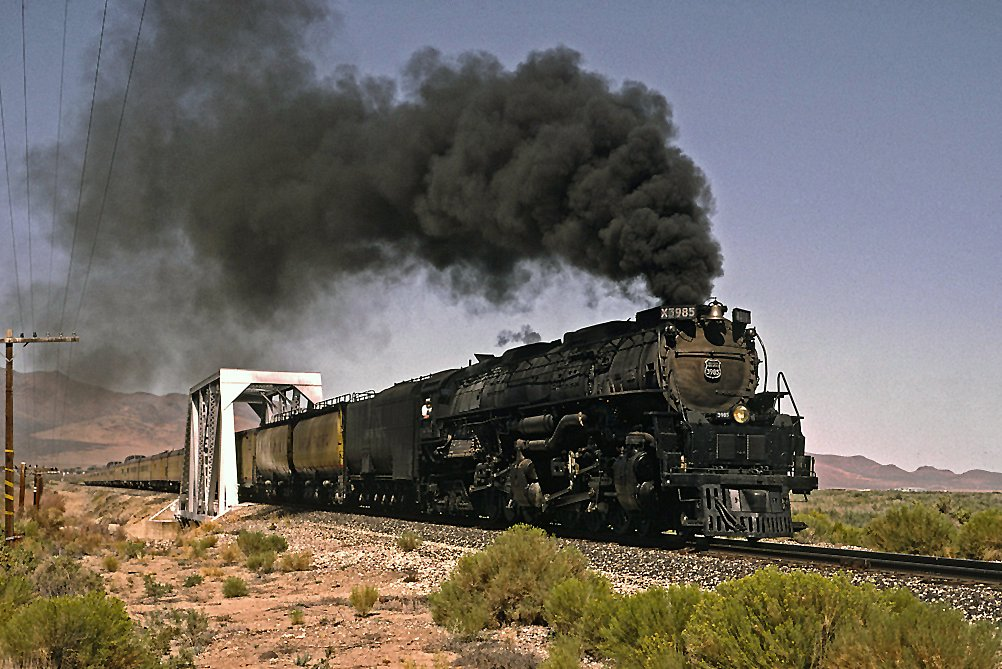
Un train spécial tracté par la Challenger 3985 de l'Union Pacific, passe à Golconda (Nevada) au mois de juillet 1992.

Les Challenger sont les premières locomotives à vapeur de configuration 4-6-6-4 (classification américaine Whyte) construites en 1936 pour l'Union Pacific. Elles sont articulées comme les Mallet, mais à simple expansion.

## Classifications
Selon la classification Whyte (classification américaine), ces locomotives de type 4-6-6-4 comportent 2 essieux porteurs, 2 jeux de 3 essieux moteurs et 2 essieux porteurs.
Voici sa classification selon d'autres systèmes :
- classification UIC : 2CC2 (aussi connue sous les noms de classification allemande ou classification italienne) ;
- classification française : 230+032 ;
- classification turque : 35+35 ;
- classification suisse : 3/5+3/5.

Selon la classification UIC particulière aux locomotives Mallet, son type exact est (2'C)C2'.

## La classe Challenger
Cet arrangement d'essieux fut celui de la série (« class » pour les chemins de fer anglo-saxons) Challenger de l'Union Pacific Railroad. Une locomotive de cette série, la Union Pacific 3985 (en), fut la plus grande locomotive à vapeur opérationnelle au monde de 1981 jusqu'à la remise en service de la Big Boy 4014 le 1er mai 2019. Une autre locomotive de la série, la Union Pacific 3977 (en), est également visible en monument à North Platte dans le Nebraska.
Bien qu'à l'origine ces locomotives étaient destinées à la traction de trains de marchandises, un certain nombre des Challenger de l'Union Pacific assurèrent également du service voyageur.

## Liste des locomotives 4-6-6-4 construites
| Réseau (Nombre)                               | Série  | Numéros   | Constructeur | Année de construction | Commentaires |
| --------------------------------------------- | ------ | --------- | ------------ | --------------------- | --- |
| Clinchfield Railroad (12 neuves, 6 rachetées) | E-1    | 650–657   | ALCO         | 1942–1943             | |
| Clinchfield Railroad (12 neuves, 6 rachetées) | E-2    | 660–663   | ALCO         | 1947                  | |
| Clinchfield Railroad (12 neuves, 6 rachetées) | E-3    | 670–675   | ALCO         | 1943                  | ex-D&RGW, acquises en 1947 |
| Delaware and Hudson Railway (40)              | J      | 1500–1539 | ALCO         | 1940–1946             | |
| Denver and Rio Grande Western Railroad (21)   | L-105  | 3700–3709 | Baldwin      | 1938                  | |
| Denver and Rio Grande Western Railroad (21)   | L-105  | 3710–3714 | Baldwin      | 1942                  | |
| Denver and Rio Grande Western Railroad (21)   | L-97   | 3800–3805 | ALCO         | 1943                  | cédées au Clinchfield Railroad en 1947                                                                                        |
| Great Northern Railway (2 rachetées)          | Z-6    | 4000–4001 | ALCO         | 1937                  | venant du SP&S 903–904; revendues au SP&S respectivement en mars 1950 et en juillet 1946                                      |
| Northern Pacific Railway (47)                 | Z-6    | 5100–5120 | ALCO         | 1936–1937             | |
| Northern Pacific Railway (47)                 | Z-7    | 5121–5126 | ALCO         | 1941                  | |
| Northern Pacific Railway (47)                 | Z-8    | 5130–5149 | ALCO         | 1943–1944             | |
| Spokane, Portland and Seattle Railway (8)     | Z-6    | 900–905   | ALCO         | 1937                  | Identiques à la série NP Z-6; 903–904 vendues au GN en janvier 1940; rachetées respectivement en mars 1950 et en juillet 1946 |
| Spokane, Portland and Seattle Railway (8)     | Z-8    | 910–911   | ALCO         | 1944                  | Identiques à la série NP Z-8                                                                                                  |
| Union Pacific Railroad (105)                  | CSA-1  | 3900–3914 | ALCO         | 1936                  | devenues UP 3800–3814 |
| Union Pacific Railroad (105)                  | CSA-2  | 3915–3939 | ALCO         | 1937                  | devenues UP 3815–3839 |
| Union Pacific Railroad (105)                  | 4664-3 | 3950–3969 | ALCO         | 1942                  | |
| Union Pacific Railroad (105)                  | 4664-4 | 3975–3999 | ALCO         | 1943                  | |
| Union Pacific Railroad (105)                  | 4664-5 | 3930–3949 | ALCO         | 1944                  | |
| Western Maryland Railway (12)                 | M-2    | 1201–1212 | Baldwin      | 1940–1941             | |
| Western Pacific Railroad (7)                  | M-100  | 401–407   | ALCO         | 1938                  | |

## Les Challenger de l'Union Pacific
Les Challenger de l'Union Pacific étaient constituées de deux générations distinctes et de constructions différentes.
Les Challenger de première génération furent construites par ALCO en 1936 pour les 3900 à 3914 et 1937 pour les 3915 à 3939. Après diverses modifications, à partir de 1944 elles furent renumérotées 3800 à 3839 pour ne pas faire doublon avec les numéros 3930 à 3949 des machines de la seconde génération construites la même année.
Les Challenger de seconde génération furent également construites par ALCO en 1942 pour les 3950 à 3969, 1943 pour les 3975 à 3999, puis 1944 pour les 3930 à 3949. Ces machines plus modernes étaient traitées dans le même style que les Big Boy avec tender type centipède à sept essieux de 25 000 gallons.
Cinq machines, qui devaient devenir les 3970 à 3974, ne furent pas livrées à l'Union Pacific, mais attribuées d'office avec une sixième machine par le War Production Board (W.P.B.) au Denver and Rio Grande Western Railroad, pour participer au théâtre d'opérations de transport sur le Pacific. Après la fin de la guerre ces machines furent revendues au Clinchfield Railroad.
Les Challenger 3975 à 3984 affectées à la traction de trains de voyageurs furent équipées d'écrans pare-fumées et de la chauffe au fuel. Deux autres machines chauffées au charbon, les 3943 et 3967, furent également équipées d'écrans pare-fumées.
Au total trente-quatre Challenger furent converties à la chauffe au fuel et renumérotées dans la série 3700.

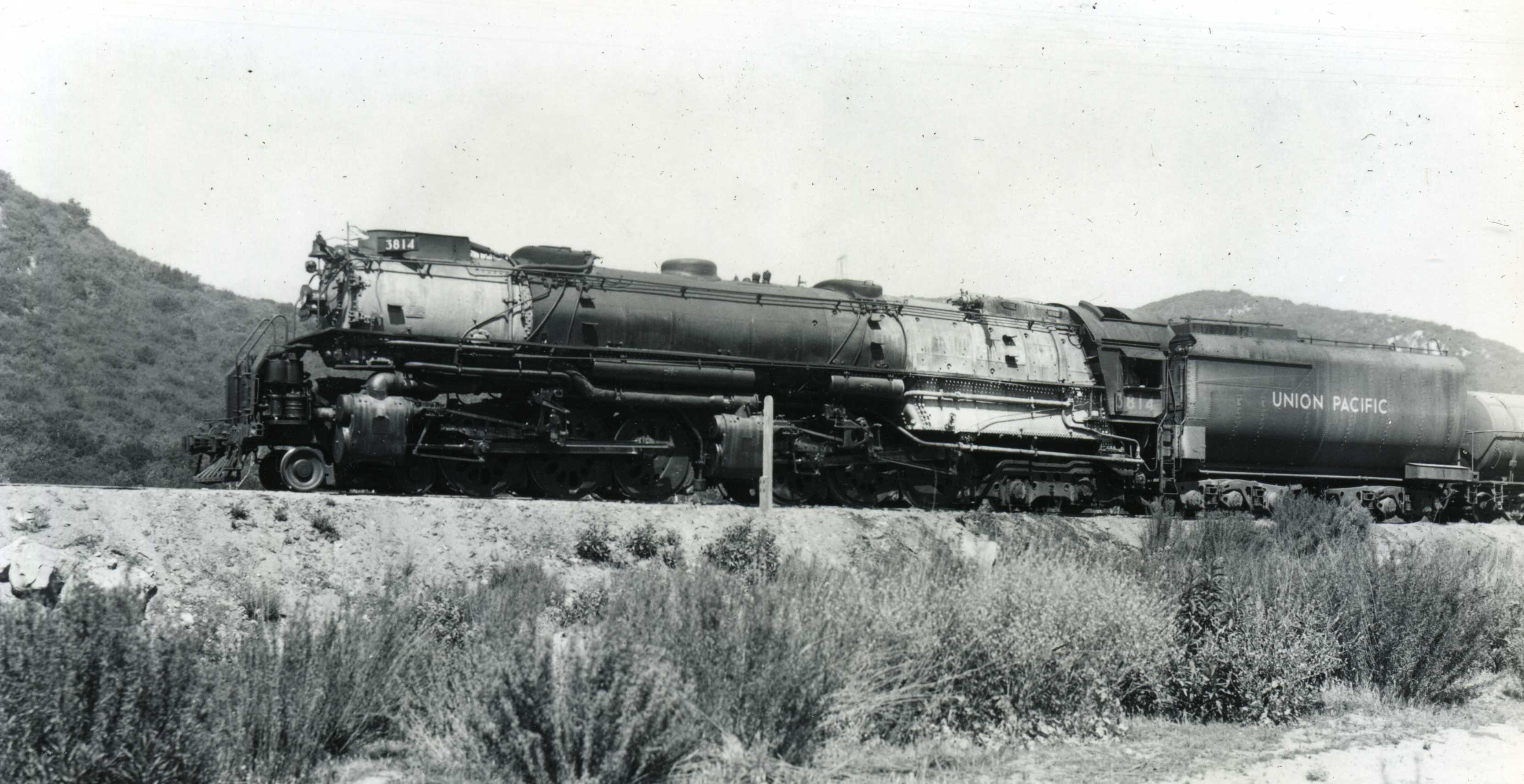
La Challenger 3814 de première génération de l'Union Pacific.
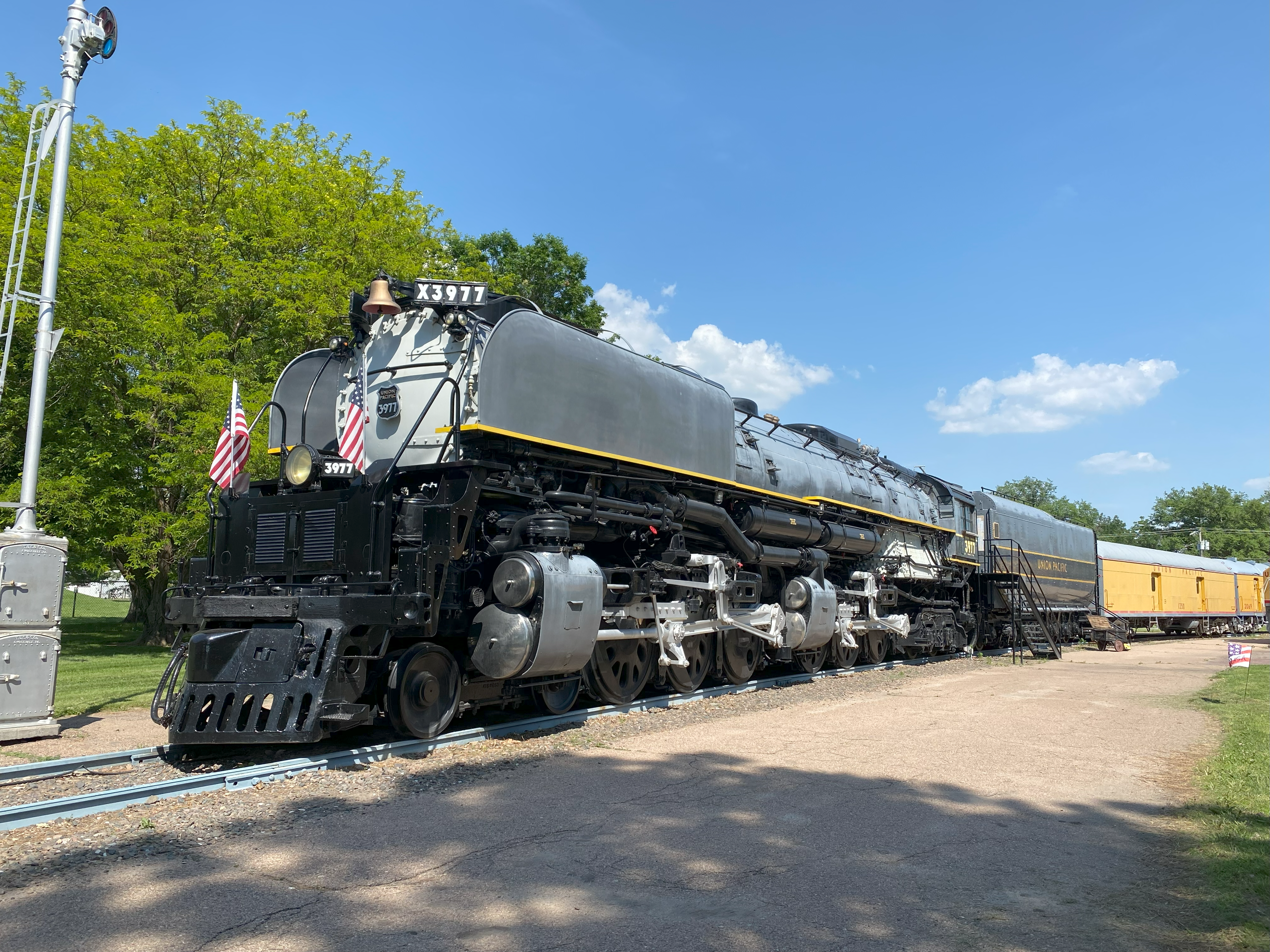
Douze Challenger de l'Union Pacific furent équipées d'écrans pare-fumées, comme la 3977 aujourd'hui exposée statique à North Platte.